# Perochirus
Perochirus Boulenger, 1885 è un genere di piccoli sauri della famiglia Gekkonidae.

## Tassonomia
Il genere comprende le seguenti specie:
- Perochirus ateles (Duméril, 1856)
- Perochirus guentheri Boulenger, 1885
- Perochirus scutellatus (Fischer, 1882)